# Leucochrysa morrisoni
Leucochrysa morrisoni är en insektsart som först beskrevs av Navás 1914.  Leucochrysa morrisoni ingår i släktet Leucochrysa och familjen guldögonsländor. Inga underarter finns listade i Catalogue of Life.